# Тревизан, Маркантонио
Маркантонио Тревизан (итал. Marcantonio Trevisan; 1475 — 31 мая 1554) — 80-й венецианский дож.
Происходил из так называемых новых семей Венеции. Исполнял обязанности губернатора Кипра и Крита. Был проведитором.

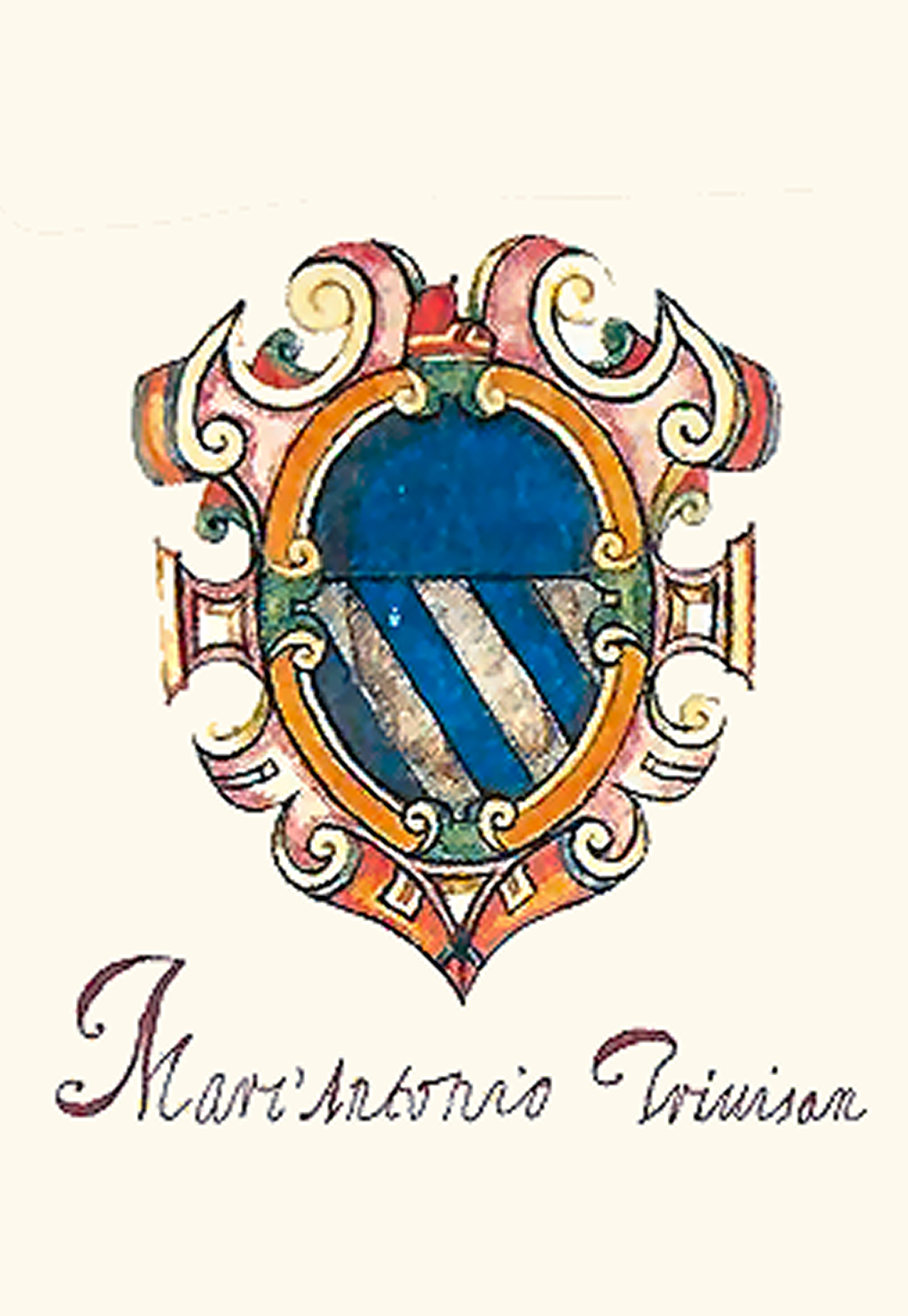
Герб дожа Маркантонио Тревизана.

4 июня 1553 года в возрасте 78-ми лет был избран на пост дожа, хотя и против его воли. Одни современники считают, что он был моральным и благочестивым человеком, пытался искоренять проволочки в судебной системе, реформировать религиозную жизнь, ограничивал мотовство дворянства, запрещал негативные праздники и обычаи. Другие полагают, что во время своего правления Тревизан стремился слишком сильно ограничить развлечения и празднества, а вместо этого заставить людей больше времени уделять духовной жизни, соблюдению религиозных обрядов, чтению священных книг. Народу это не очень нравилось, и люди старались избегать навязываемых ограничений. Тревизан умер 31 мая 1554 года, и горожане не особенно расстроились по этому поводу. Венеция была на пике своего могущества, и люди хотели получать удовольствие, оставив навсегда в прошлом средневековье с его религиозными формами, устаревшими в эпоху Возрождения, решительно предпочитая возвышенным духовным ценностями обычные земные радости.
Похоронен в церкви Сан-Франческо делла Винья. Надгробие возведено по проекту архитектора Сансовино.